# Universidad Columbia del Paraguay
La Universidad Columbia del Paraguay es una institución privada de educación superior, fundada a inicios de la década de 1940 y reconocida por la Ley 828 de Universidades del 8 de marzo de 1991. Mantiene sedes en Asunción, San Lorenzo y Pedro Juan Caballero y está acreditada por la Agencia Nacional de Evaluación y Acreditación de la Educación Superior (ANEAES).

## Historia
La universidad fue fundada por Rubén Urbieta Valdovinos, quien tuvo la idea de empezar un servicio de mantenimiento de máquinas de escribir. Las recompuestas máquinas pasaban por un periodo de prueba completado por otras personas interesadas en aprender la escritura a máquina de escribir; convirtiéndose en un aula de aprendizaje. 
Con el tiempo, se incorporaron otros estudios como inglés o administración de empresas. 
En el año 1972 se solicitó el reconocimiento como universidad, pero este fue concedido casi dos décadas después, en el año 1991.

## Pregrado
Carreras que se enseñan Universidad Columbia del Paraguay.
- Licenciatura en Cinematografía
- Ingeniería en Informática
- Licenciatura en Marketing
- Licenciatura en Diseño Gráfico
- Licenciatura en Administración de Empresas
- Licenciatura en Ciencias Contables y Administrativas
- Licenciatura en Comercio Exterior
- Licenciatura en Psicología
- Licenciatura en Turismo y Hotelería
- Licenciatura en Administración Agropecuaria
- Ingeniería Agronómica
- Ingeniería Comercial
- Ingeniería en Marketing
- Arquitectura y Diseño
- Derecho
- Medicina Veterinaria

## Posgrado

### Maestrías
- Maestría en Administración y Gestión de la Salud Pública
- Maestría en Auditoría y Tributación
- Master in Business Administration - MBA
- Maestría en Administración de Agronegocios - MAGRO
- Maestría en Derecho de Familia, Niñez y Adolescencia
- Maestría en Ciencias de la Educación
- Maestría en Ciencias Jurídicas
- Maestría en Administración Financiera
- Maestría en Derecho Penal y Procesal Penal
- Maestría en Política Global
- Maestría en Derecho Procesal Civil - MDPC
- Maestría en Asuntos Públicos y Gobernabilidad - MAPyG
- Maestría Auditoria y Tributación
- Maestría en Dirección y Gestión de Negocios - EXECUTIVE MBA

### Doctorados
- Doctorado en Ciencias de la Educación
- Doctorado en Ciencias Jurídicas
- Doctorado en Derecho Público con énfasis en Gobernabilidad
- Doctorado en Administración